# Viburnum disjunctum
Viburnum disjunctum är en desmeknoppsväxtart som beskrevs av Julius Sterling Morton. Viburnum disjunctum ingår i släktet olvonsläktet, och familjen desmeknoppsväxter. Utöver nominatformen finns också underarten V. d. mendax.